# باشگاه فوتسال فولاد ماهان
باشگاه فوتسال فولاد ماهان سپاهان اصفهان یک باشگاه فوتسال ایرانی در شهر اصفهان بود که در سال ۱۳۹۱ منحل شد.
این تیم در سال‌های ۱۳۸۷ و ۱۳۸۸ به مقام قهرمانی لیگ برتر فوتسال ایران دست یافت. این باشگاه همچنین در سال ۱۳۸۸ به مقام قهرمانی لیگ قهرمانان فوتسال آسیا رسیده است.

## افتخارات
- لیگ برتر فوتسال ایران
  - قهرمانی (۲): ۱۳۸۷، ۱۳۸۸
- لیگ قهرمانان فوتسال آسیا
  - قهرمانی (۱): ۲۰۱۰